# Hans Otto Schönleber
Hans Otto Schönleber (* 12. November 1889 in Karlsruhe; † 20. Juni 1930 in Stuttgart) war ein deutscher Maler, Grafiker und Mediziner. Er war der Sohn des Landschaftsmalers Gustav Schönleber.

## Leben und Werk
Hans Otto Schönleber promovierte 1914 in Medizin an der Universität Freiburg im Breisgau. Zunächst nahm er die Tätigkeit als praktischer Arzt auf. 1917 und 1918 musste Hans Otto Schönleber Kriegsdienst leisten. 1920 absolvierte er in München eine Lehre als Kupferstecher. 1926 unternahm er eine künstlerisch ausgerichtete Studienreise nach Sizilien.

## Ausstellungsteilnahmen (Auszug)
- 1929: Stuttgarter Sezession (Gehölz am Meer, Holzschnitt).
- 1935: Gedächtnisausstellung in der grafischen Sammlung des Kronprinzenpalais, Stuttgart.
- 1950: Gedächtnisausstellung in der Staatsgalerie Stuttgart.